# Martell, Kalifornien
Martell är en ort i Amador County, Kalifornien, USA.